# Kenny De Maerteleire
Kenny De Maerteleire (Gent, 4 mei 1961) is een gewezen Belgische beroepswielrenner, actief in jaren 1983 en 1984. In deze categorie behaalde hij maar één overwinning. Daartegenover staan wel een aantal merkwaardige prestaties buiten deze categorie.

## Kampioenschappen
- In 1978 werd hij wereldkampioen bij de juniores op de baan in de puntenkoers.
- In 1979 werd hij eerste in het wereldkampioenschap bij de juniores op de weg. Deze wedstrijd werd gereden in Buenos Aires. Door een discutabele ingreep van de jury werd Kenny De Maerteleire gedeclasseerd naar een tweede plaats, de winnaar werd de latere drievoudige Tourwinnaar Greg LeMond.
- In 1981 won hij Parijs-Roubaix bij de beloften en werd hij kampioen van België bij de militairen.
- Na een aantal valpartijen en hinder aan de knie zal Kenny De Maerteleire maar twee jaar profwielrenner blijven.
- In 2004 en 2008 werd hij wereldkampioen op de weg bij de veteranen, in de categorie 45-49 jaar (St. Johann in Tirol).

Na zijn carrière gaat De Maerteleire werken bij de politie als motard. Door zijn ervaring en kennis van het wielrennen, mag hij meteen meerijden in de Vlaamse Klassiekers. 
De Maerteleire behaalde na zijn profloopbaan nog verschillende titels in de wielerbond van de openbare diensten, de WAOD.